# Honest Jon's
Honest Jon's est un label indépendant britannique, basé à Londres. 

## Histoire
Le magasin est fondé en 1974 appartient et est géré par Mark Ainley et Alan Scholefield, qui l'ont repris aux propriétaires d'origine, Honest Jon Clare. Ils gèrent également un label portant le même nom, en collaboration avec Damon Albarn qui aurait déclaré : « Je n'aime pas vraiment le terme de musique du monde : Je n'aime pas vraiment le terme « musique du monde ». D'où qu'elle vienne, ce n'est que de la musique, n'est-ce pas ? J'espère que c'est le but de Honest Jon's : ouvrir quelques esprits à ce qui existe ».
Le magasin vend une multitude de genres musicaux en vinyle et en CD, avec une spécialisation dans le jazz, le blues, le reggae, la dance, la soul, le folk et l'international. Il gère une activité de vente par correspondance.
Créé en 2002, le label publie des compilations telles que la série London Is the Place for Me, qui explore la musique afro de Londres dans les années qui suivent la Seconde Guerre mondiale (« une archive fascinante de matériel des années 1950 et 1960, chronique d'une époque où les rythmes diasporiques étaient plus ou moins l'apanage des petites communautés chargées de les apporter sur ces rivages ») ; Il publie également des collections de folk britannique, de soca de Port-of-Spain, de jazz afro-cubain du Bronx et de dancehall jamaïcain, ainsi que des rétrospectives d'artistes tels que Moondog, Maki Asakawa, Bettye Swann et Cedric « Im » Brooks and tight of Saba. Elle publie de la musique originale de Candi Staton, Actress, T++, Hypnotic Brass Ensemble, Mark Ernestus, Trembling Bells, The Good, the Bad and the Queen, Simone White, Shackleton, Michael Hurley, Terry Hall, DJ Sotofett, et le Moritz von Oswald Trio, Vladislav Delay Quartet, Insanlar and Ricardo Villalobos, Kassem Mosse, Pinch, Don't DJ, Tribe of Colin et bien d'autres encore. Il enregistre l'orchestre chaabi Abdel Hadi Halo and the El Gusto Orchestra of Algiers, Lobi Traore et Kokanko Sata Doumbia à Bamako et Tony Allen à Lagos.
En 2008, Honest Jon's entame une série de compilations d'enregistrements anciens - provenant pour la plupart des archives EMI de Hayes, Hillingdon - remontant au début du XXe siècle et couvrant tous les coins du monde : de l'éclatement de l'Empire ottoman il y a plus de cent ans à Beyrouth dans les années 1950, en passant par Bagdad à la fin des années 1920 et l'Afrique de l'Est dans les années 1930.
En 2018, le label ouvre une seconde boutique à Londres.

## Groupes et artistes
- Abdel Hadi Halo and the El Gusto Orchestra of Algiers
- Tony Allen
- Carl Craig
- Hypnotic Brass Ensemble
- Elmore Judd
- Marvellous Boy
- Moondog
- Open Strings
- Candi Staton
- Moritz von Oswald Trio
- Simone White
- Rocket Juice and The Moon